# Анджелилло, Антонио
Антонио Валентин Анджелилло (итал. Antonio Valentin Angelillo; 5 сентября 1937, Буэнос-Айрес — 5 января 2018, Сиена, Тоскана) — аргентинский и итальянский футболист и футбольный тренер. В качестве игрока известен по выступлениям за «Бока Хуниорс» и итальянские клубы «Интернационале» и «Рома». В составе сборной Аргентины по футболу провёл 11 матчей и забил 11 голов, сыграл также 2 матча в сборной Италии, забил 1 мяч. В качестве тренера работал в итальянских клубах низших дивизионов, а также некоторое время возглавлял национальную сборную Марокко.

## Карьера игрока

### Клубная карьера
Родился в Буэнос-Айресе, начал профессиональную футбольную карьеру в «Арсенале» (Саранди) в 1952 году, в 1955 году играл в «Расинге» (Авельянеда), а в 1956 году перешёл в «Бока Хуниорс».
Анджелилло вместе со своими соотечественниками Омаром Сивори и Умберто Маскио, переехав в Италию в конце 1950-х, получили прозвище «Ангелы с грязными лицами», из-за их типично южноамериканских цвета кожи и стиля игры. Их также называли «Трио Смерти», за хладнокровие при завершении атак.
С 1957 по 1961 год Анджелилло провел 127 матчей за миланский «Интернационале», забив 77 голов. В Серии А он выходил на поле в 113 играх и записал на свой счёт 68 мячей. В сезоне 1958/59 Анджелилло забил 33 гола в 33 матчах, став лучшим бомбардиром чемпионата Италии, до него большее количество мячей (35 и 34) забивал в Серии А только шведский нападающий Гуннар Нордаль в 1950 и 1951 годах. С тех пор и до сегодняшнего для ни один футболист Серии А не смог повторить или улучшить результат Анджелилло. Несмотря на то, что Анджелилло был лучшим бомбардиром «Интера» в период его пребывания в клубе, он так и не сумел выиграть с командой ни одного трофея.
С 1961 по 1965 годы Анджелилло играл в столичной «Роме», за которую провел 106 матчей в Серии А, забив 27 голов. Затем от отыграл сезон в «Милане», забив всего один гол в 11 встречах. В следующем году он был приглашен в клуб «Лекко», в котором сыграл 12 матчей и забил лишь однажды, команда в итоге вылетела в Серию B. Ненадолго возвратившись в «Милан», Анджелилло затем ушёл в другой клуб Серии B — «Дженоа», в котором через некоторое время завершил карьеру игрока.

### Карьера в сборной
В официальных соревнованиях Анджелилло провел 11 матчей и забил 11 мячей в форме сборной Аргентины по футболу. Во время чемпионата Южной Америки 1957 года, в котором аргентинцы одержали победу, Анджелилло разделил второе место в споре бомбардиров, забив 8 мячей в шести встречах, при этом он забивал во всех матчах турнира, кроме последнего, со сборной Перу. После этого турнира он и двое других аргентинских игроков (Омар Сивори и Умберто Маскио) были куплены различными итальянскими клубами. После переезда в Италию и получения местного гражданства, Анджелилло дважды выходил на поле в составе сборной Италии по футболу, при этом он забил один гол.

## Тренерская карьера
После завершения карьеры игрока Анджелилло остался жить в Италии, стал футбольным тренером, работал во многих местных командах, выступавших в низших дивизионах. В короткий период работы в Марокко он некоторое время возглавлял национальную сборную этой страны.

## Достижения

### В качестве игрока
- Чемпион Италии: 1967/68 («Милан»)
- Обладатель Кубка Кубков: 1967/68 ("Милан")
- Обладатель Кубка Италии: 1963/64 («Рома»)
- Обладатель Кубка Ярмарок: 1961 ("Рома")
- Победитель чемпионата Америки 1957 года в составе сборной Аргентины
- Лучший бомбардир чемпионата Италии (Серии А) 1958/59 — 33 гола в 33 матчах.

### В качестве тренера
- Победитель Кубка Серии C1: 1982 («Ареццо»)